# A Message to Your Heart
"A Message to Your Heart" (tradução portuguesa: "Uma mensagem ao teu coração") foi a canção que representou o Reino Unido no Festival Eurovisão da Canção 1991, interpretada em inglês por  Samantha Janus. Foi a vigésima canção a ser interpretada na noite do festival realizado em Roma, a seguir à canção espanhola "Bailar pegados, cantada por Sergio Dalma e antes da canção cipriota"SOS", interpretada por
Elena Patroklou. Terminou a competição em décimo lugar, tendo recebido 47 pontos. A canção fora escolhida por televoto e conseguira vencer apenas por 13.000  a segunda canção mais votada e foi a mais pequena margem conseguida desde que o voto por telefone foi introduzido. A canção ficou mal classificada (apior desde 1987) e no ano seguinte o sistema de tele-voto foi suspenso no ano seguinte.

## Autores
A letra e a canção foram compostas por Paul Curtis, o mesmo que havia composto a canção vencedora do ano anterior Give a Little Love Back to the World. A orquestração esteve a cargo de Ronnie Hazlehurst

## Letra
Tal como no ano anterior, o compositor Paul Curtis levou uma canção com um letra cuja temática era contemporânea: as desigualdades entre ricos e pobres. A letra fala sobre os  menos afortunados, sofrendo de pobreza e fome. Janus cantou sobre os contrastes entre aqueles que "têm fome apenas por aasim terem nascido" e as pessoas que muito têm, com "o seu único desejo é a avidez". A mensagem ao coração refere-se à súplica de Janus para que os mais fracos possam viver melhor, terminando com a bem conhecida citação de  John Bradford"There but for the grace of God, go I." A melodia da canção é um uptempo. Na noite do festival, Janus vestiu uma minissaia cor-de-rosa, flanqueada por três mulheres (Zoë Pico, Lucy Moreby, and Nicky Belsher) que vestiram minissaias brancas.
Janus tornou-se numa atriz famosa, mas a sua canção é muitas vezes recordada. A cantora disse que a experiência no Festival Eurovisão da Canção fora um fracasso  e que marcou o fim da sua carreira como cantora. Ela também considerou a sua aparência naquele evento como ridícula, por ter aparecido vestida com uma minissaia cor-se-rosa, enquanto cantava sobre crianças esfomeadas, mas que a letra da canção ficou gravada na sua memória para sempre.

## Top de vendas
Depois da Eurovisão, a canção  alcançou o #30 no UK Singles Chart durante 3 semanas.